# River Whitewater
Der River Whitewater ist ein Wasserlauf in Hampshire, England. Er entsteht nördlich von Upton Grey und fließt in nördlicher Richtung bis zu seiner Mündung in den Blackwater River. Die Mündung in den Blackwater River liegt am gemeinsamen Eckpunkt der Grenzen von Surrey, Hampshire und Berkshire. Westlich von North Warnborough unterquert der River Whitewater den Basingstoke Canal.